# Chlorflurenol
Chlorflurenol ist ein Wachstumsregulator aus der Familie der Morphactine.

## Stereoisomere
Bei dem Chlorflurenol handelt es sich um ein Racemat (1:1-Gemisch) der (R)- und (S)-Form, die wie folgt benannt werden können:
- (R)-2-Chlor-9-hydroxyfluoren-9-carbonsäuremethylester
- (S)-2-Chlor-9-hydroxyfluoren-9-carbonsäuremethylester

| Chlorflurenol (2 Stereoisomere) | Chlorflurenol (2 Stereoisomere) |
| ------------------------------- | ------------------------------- |
| (R)-Konfiguration               | (S)-Konfiguration               |

## Synthese
Chlorflurenol kann durch mehrstufige Reaktion aus Fluorenon dargestellt werden. Dieses wird mit Chlor zum Chloraromaten umgesetzt. Die weitere Umsetzung mit Cyanwasserstoff führt zum Cyanhydrin. Dieses wird mit Natriumhydroxid zur α-Hydroxycarbonsäure verseift und dann mit Methanol zum entsprechenden Methylester als Endprodukt umgesetzt.

## Wirkungsweise
Chlorflurenol ist ein Auxintransport-Hemmer.
Er sorgt für ein buschigeres Wachstum durch Hemmung des Längenwachstums und Aufhebung der Apikaldominanz. Morphactine stören die Mitoseaktivität in meristematischen Geweben und verändern so die Orientierung der Mitosespindeln. Zusammen mit Herbiziden eingesetzt verstärkt es als Synergist die herbizidale Wirkung.

## Zulassung
Chlorflurenol war von 1971 bis 2002 in der BRD zugelassen.
Die EU-Kommission entschied 2004, Chlorflurenol nicht in die Liste der zulässigen Pflanzenschutzmittelwirkstoffe in Anhang I der Richtlinie 91/414/EWG aufzunehmen.
In der Schweiz, Deutschland und Österreich sind keine Pflanzenschutzmittel mit diesem Wirkstoff zugelassen.